# Oxeråstjärnen
Oxeråstjärnen är en sjö i Mora kommun i Dalarna och ingår i Dalälvens huvudavrinningsområde. Sjöns area är 0,03 kvadratkilometer och den befinner sig 409 meter över havet.